# آکتائو (باشقیرستان)
آکتائو (به لاتین: Aktau) یک منطقهٔ مسکونی در روسیه است که در باشقیرستان واقع شده‌است.